# Lijst van Zweedstalige en tweetalige gemeenten in Finland

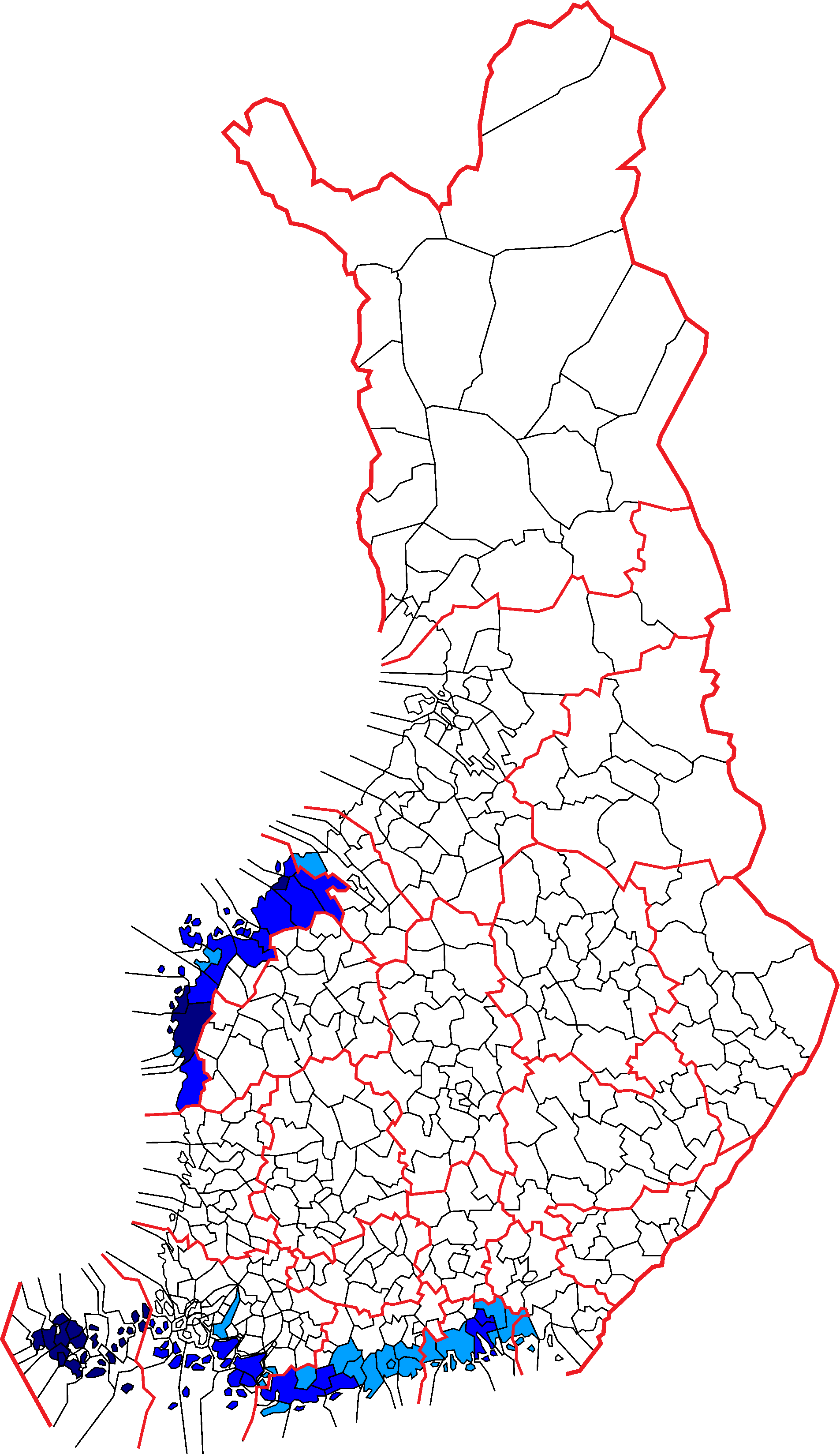
Kaart van de officiële talen in Finse gemeenten.
– Wit: eentalig, Fins
– Lichtblauw: tweetalig met Fins als meerderheidstaal
– Blauw: tweetalig met Zweeds als meerderheidstaal
– Donkerblauw: eentalig, Zweeds

Er zijn in Finland naast gemeenten waar Fins gesproken wordt ook gemeenten waar alleen (of overwegend) Zweeds gesproken wordt en tweetalige gemeenten. Dit komt doordat Finland historisch gezien een belangrijke Zweedstalige minderheid heeft. Tegenwoordig heeft 5,3 procent van de bevolking in Finland het Zweeds als moedertaal. 
Er zijn 16 Zweedstalige gemeenten, allemaal op Åland. Er zijn 15 tweetalige gemeenten met het Zweeds als meerderheidstaal en het Fins als minderheidstaal, en 18 tweetalige gemeenten met het Fins als meerderheidstaal en het Zweeds als minderheidstaal. De rest van de 268 Finse gemeenten hebben het Fins als officiële taal (met of zonder het Samisch als minderheidstaal).

## Lijst met gemeenten

### Zweedstalige gemeenten, alleen op Åland
| Zweedse naam | Finse naam    |
| ------------ | ------------- |
| Brändö       | —             |
| Eckerö       | —             |
| Finström     | —             |
| Föglö        | —             |
| Geta         | —             |
| Hammarland   | —             |
| Jomala       | —             |
| Kökar        | —             |
| Kumlinge     | —             |
| Lemland      | —             |
| Lumparland   | —             |
| Mariehamn    | Maarianhamina |
| Saltvik      | —             |
| Sottunga     | —             |
| Sund         | —             |
| Vårdö        | —             |

### Tweetalige gemeenten met Zweeds als meerderheidstaal en het Fins als minderheidstaal
| Zweedse naam | Finse naam         |
| ------------ | ------------------ |
| Ingå         | Inkoo              |
| Jakobstad    | Pietarsaari        |
| Kimitoön     | Kemiönsaari        |
| Korsholm     | Mustasaari         |
| Korsnäs      | —                  |
| Kristinestad | Kristiinankaupunki |
| Kronoby      | Kruunupyy          |
| Larsmo       | Luoto              |
| Malax        | Maalahti           |
| Nykarleby    | Uusikaarlepyy      |
| Närpes       | Närpiö             |
| Pargas       | Parainen           |
| Pedersöre    | Pedersören kunta   |
| Raseborg     | Raasepori          |
| Vörå         | Vöyri              |

### Tweetalige gemeenten met Fins als meerderheidstaal en Zweeds als minderheidstaal
| Finse naam  | Zweedse naam |
| ----------- | ------------ |
| Espoo       | Esbo         |
| Hanko       | Hangö        |
| Helsinki    | Helsingfors  |
| Kaskinen    | Kaskö        |
| Kauniainen  | Grankulla    |
| Kirkkonummi | Kyrkslätt    |
| Kokkola     | Karleby      |
| Lapinjärvi  | Lappträsk    |
| Lohja       | Lojo         |
| Loviisa     | Lovisa       |
| Myrskylä    | Mörskom      |
| Porvoo      | Borgå        |
| Pyhtää      | Pyttis       |
| Sipoo       | Sibbo        |
| Siuntio     | Sjundeå      |
| Turku       | Åbo          |
| Vaasa       | Vasa         |
| Vantaa      | Vanda        |